# Fortaleza de Niš
Fortaleza de Niš (sérvio: Нишка тврђава / Niška tvrđava) é uma fortaleza na cidade de Niš, Sérvia. É um complexo e importante monumento cultural e histórico. Ele esta na margem direita do rio Nišava.
A fortaleza é de origem turco otomana, datando das primeiras décadas do século XVIII (1719–1723). É conhecido como um dos monumentos mais significativos e mais bem preservados deste tipo na região central dos Balcãs.